# George MacBeth
George MacBeth (* 19. Januar 1932 in Shotts, North Lanarkshire, Großbritannien; † 16. Februar 1992 in Tuam, Galway, Irland) war ein schottischer Schriftsteller und Dichter.

## Leben
MacBeth wuchs in Sheffield auf und besuchte dort die King Edward VII Grammar School. Im Alter von zwölf Jahren erkrankte er am rheumatischen Fieber. Er graduierte 1955 im New College in Oxford und ging dann nach London. Dort wurde MacBeth Mitglied von The Group, einer Vereinigung von Poeten, gegründet von Philip Hobsbaum und Edward  Lucie-Smith, die es sich zum Ziel machten, naturalistische und oft auch brutale Gedichte zu schreiben. So wurden ihre Arbeiten 1963 in A Group Anthology veröffentlicht. Zusätzlich war George MacBeth zwischen 1955 und 1976 Produzent für Lyriksendungen für den Rundfunksender BBC.
Seine Gedichte wie The Broken Places handeln, beeinflusst von The Group, oft von Gewalt, Sex, Tod und Krieg. 1964 erhielt er den ersten Geoffrey Faber Memorial Prize für sein Werk The Broken Places. MacBeth schrieb auch einige Romane und Kinderbücher und war Herausgeber von über 20 Lyrik-Anthologien.
1989 zog er mit seiner dritten und letzten Frau nach Tuam, Irland. George MacBeth starb dort 1992, einen Monat nach seinem 60. Geburtstag, an einer Erkrankung des motorischen Nervensystems.

## Werke
- A Form of Words (1954)
- The Broken Places (1963)
- The Colour of Blood (1967)
- A Poet's Year (1974)
- The Samurai (1976)
- The Seven Witches (1978)
- Poems of Love and Death (1980)
- The Long Darkness (1983)
- Anna's Book (1983)
- A Child of the War (1987)
- Anatomy of a Divorce (1988)
- Trespassing: Poems from Ireland (1991)
- The Patient (1992)
- The Testament of Spencer (1992)